# Alette Sijbring
Alette Sijbring (Zierikzee, 20 de março de 1982) é uma jogadora de polo aquático holandesa, campeã olímpica.

## Carreira
Alette Sijbring fez parte do elenco medalha de ouro de Pequim 2008.